# 23017 Advincula
23017 Advincula (1999 VQ190) là một tiểu hành tinh vành đai chính được phát hiện ngày 15 tháng 11 năm 1999 bởi Nhóm nghiên cứu tiểu hành tinh gần Trái Đất phòng thí nghiệm Lincoln ở Socorro.